# Aventuras d'um Detetive Português
Aventuras d'um Detetive Português é um filme luso-brasileiro de 1976 do gênero "Comédia", dirigido por Stefan Wohl. Raul Solnado , comediante português que também ficou popular no Brasil ao se exibir na televisão do país, estrela o filme. 

## Elenco
- Raul Solnado ...Reis
- Jorge Dória ...Neiva
- Mara Rúbia ...Beatriz
- Grande Otelo ...Souza
- Nelson Dantas ...Zelador
- Betty Saddy
- Fregolente ...Psicólogo
- Fábio Sabag ...Guarda
- Albino Pinheiro ...Lucas
- Moacyr Deriquém...Leiloeiro
- Sílvia Dizitser
- Rogério Steinberg
- Arthur Duarte
- Ester de Abreu
- Estelita Bell...tradutora dos jornais (participação)
- Jackson de Souza...político rival
- Martim Francisco...chefe dos bombeiros
- Edgar da Rocha Miranda...Sir Clifton-Riley, detetive inglês
- Colé Santana...chófer de taxi

## Sinopse
Reis trabalha como faxineiro num escritório de um psicólogo em Lisboa e costuma ouvir as fitas gravadas dos pacientes. Um novo cliente é um zelador que tentara o suicídio depois que ficou abalado quando um elevador de seu prédio desaparecera misteriosamente. O doutor acha que a cura para o zelador é transferir o problema para outro e incumbe Reis de descobrir o que aconteceu com o elevador. Reis vai até o fabricante na Alemanha mas não consegue nada por que não foi encontrada a "caixa preta". Ele resolve investigar os jornais do mundo todo e suspeita quando lê uma notícia da XIII Bienal de Artes de São Paulo sobre a obra "Cosmogonia Vertical", em exibição. Viajando até o Brasil ele desconfia do autor da obra, Lucas, e investiga o misterioso comprador da mesma num leilão.